# Фукан
Фукан (кит. спр. 阜康市, піньїнь: Fùkāng Shì) — місто-повіт в Сіньцзян-Уйгурському автономному районі,  Чанцзі-Хуейська автономна префектура.

## Географія
Фукан розташовується безпосередньо на схід від Урумчі і на північ від пасма Богдо-Ула.

### Клімат
Місто знаходиться у зоні, котра характеризується кліматом степів і напівпустель. Найтепліший місяць — липень із середньою температурою 27.07 °C. Найхолодніший місяць — січень, із середньою температурою -11.63 °С.
| Клімат Фукана                | Клімат Фукана | Клімат Фукана | Клімат Фукана | Клімат Фукана | Клімат Фукана | Клімат Фукана | Клімат Фукана | Клімат Фукана | Клімат Фукана | Клімат Фукана | Клімат Фукана | Клімат Фукана | Клімат Фукана |
| Показник                     | Січ.          | Лют.          | Бер.          | Квіт.         | Трав.         | Черв.         | Лип.          | Серп.         | Вер.          | Жовт.         | Лист.         | Груд.         | Рік           |
| Абсолютний максимум, °C      | 5             | 5             | 24            | 33            | 33            | 38            | 41            | 38            | 33            | 27            | 20            | 7             | 41            |
| Середній максимум, °C        | −5,7          | −3,9          | 5,4           | 17,3          | 22,9          | 28            | 30,6          | 29,3          | 23            | 14,7          | 4,7           | −3,6          | 13,6          |
| Середня температура, °C      | −11,6         | −9,7          | 1,1           | 13,7          | 19,3          | 24,4          | 27,1          | 25,6          | 19,2          | 10,7          | 0,7           | −8            | 9,4           |
| Середній мінімум, °C         | −17,5         | −16,9         | −6,5          | 6,3           | 11,4          | 16,3          | 19            | 17,6          | 11,9          | 4,7           | −4,2          | −12,5         | 2,5           |
| Абсолютний мінімум, °C       | −33           | −29           | −24           | −10           | −3            | 3             | 11            | 9             | 1             | −6            | −19           | −33           | −33           |
| Норма опадів, мм             | 8.7           | 11.2          | 20.2          | 42.2          | 45.6          | 88.2          | 36.6          | 27.3          | 14.3          | 23.2          | 26.7          | 13.8          | 358           |
| Днів з опадами               | 2,6           | 2,9           | 3,1           | 6,6           | 7,1           | 10,3          | 6             | 5,4           | 2,7           | 3,6           | 5,1           | 3,5           | 58,9          |
| Вологість повітря, %         | 71.9          | 76.2          | 65.3          | 40.4          | 32.5          | 36.1          | 32.6          | 32.6          | 32            | 38.7          | 54.6          | 67.8          | 48.4          |
| ---------------------------- | ------------- | ------------- | ------------- | ------------- | ------------- | ------------- | ------------- | ------------- | ------------- | ------------- | ------------- | ------------- | ------------- |
| Джерело: Weather and Climate |               |               |               |               |               |               |               |               |               |               |               |               |               |